# Перджине-Вальдарно
Перджине-Вальдарно (італ. Pergine Valdarno) — муніципалітет в Італії, у регіоні Тоскана, провінція Ареццо.
Перджине-Вальдарно розташоване на відстані близько 190 км на північ від Рима, 50 км на південний схід від Флоренції, 15 км на захід від Ареццо.
Населення — 3171 особа (2014).
Щорічний фестиваль відбувається 8 травня. 

## Демографія
Населення за роками:

Станом на 31 грудня 2014 року в муніципалітеті офіційно проживало 198 іноземців з 20 країн, серед них 118 громадян країн Євросоюзу та 3 громадяни України.

## Сусідні муніципалітети
- Бучине (муніципалітет)
- Чивітелла-ін-Валь-ді-К'яна
- Латерина
- Монтеваркі
- Террануова-Браччоліні